# Coeloplana tattersalli
Coeloplana tattersalli är en kammanetart som beskrevs av Devanesen och Varadarajan 1942. Coeloplana tattersalli ingår i släktet Coeloplana och familjen Coeloplanidae. Inga underarter finns listade i Catalogue of Life.